# 卡爾卡內耶萊西揚村
卡爾卡內耶萊西揚村（波斯語：‎），是伊朗吉兰省阿姆拉什县中央區北阿姆拉什鄉的村。2006年人口普查顯示該村有13个家庭，人口为46人。